# André Thiellement
Pour les articles homonymes, voir Thiellement.
André Thiellement est un joueur d'échecs français, administrateur en chef des Territoires d'Outre-mer (principalement en Afrique), né le 6 mai 1906 à Paris et mort le 20 février 1976 à Paris.

## Biographie et carrière
André Thiellement fut commandant de la vallée de l'Azawagh au Niger (1935-1936) et préfet de Madagascar. De cette expérience, il a tiré un essai illustré de sa plume, Azawar (1949).
Champion de France d’échecs en 1962 et 1963, il finit deuxième ex æquo du championnat de France en 1931, troisième ex æquo en 1951, deuxième en 1952, troisième en 1955 et 1964, il termina deuxième du championnat de Paris en 1968.
Il participa à quatre olympiades : au troisième échiquier en 1954 (3 / 9), 1962 (9,5 / 16, +8 −5 =3) et 1964 (5,5 / 12) ;  et comme premier échiquier de réserve en 1968 (5,5 / 9, +3 −1 =5).

## Une partie d'échecs
Thiellement-Matanović, Varna, 1962,
1. d4 Cf6 2. Cc3 d5 3. Fg5 e6 4. e4 dxe4 5. Cxe4 Cbd7 6. Cf3 Fe7 7. Cxf6+ Fxf6 8. Fxf6 Dxf6 9. Fd3 c5 10. c3 0-0 11. De2 cxd4 12. cxd4 Df4 13. 0-0 Td8 14. Tac1 Cf6 15. Tfd1 Dd6 16. Ce5 Fd7 17. Tc3 Tac8 18. Ta3 a6 19. g4! Fe8 20. g5 Cd7 21. De4 Rf8 22. Cf3 Dc6 23. Df4 Re7 24. Fxh7! g6 25. d5! Dd6 26. Dxd6+ Rxd6 27. dxe6+ Rxe6 28. Te3+ Rf5 29. Td5+ Rf4 30. Td4+ Rf5 31. Rg2! f6 32. h4 Ce5 33. Rg3! Re6 34. Txd8 Txd8 35. gxf6 Rxf6 36. Txe5 Fc6 37. Te3 Fxf3 38. Txf3+ Rg7 39. h5 Rxh7 40. Tf7+ Rh6 41. hxg6 Rxg6 42. Txb7 Rf5 43. Tb6 Td3+ 44. f3 Td2 45. Txa6 Txb2 46. a4 Tb4 47. Ta8 Rf6 48. a5 1-0.

## Distinctions
- Officier d'académie
- Chevalier de l'ordre de l'Étoile noire
- Chevalier de l'ordre du Mérite agricole
- Officier du Ouissam alaouite
- Chevalier de la Légion d'honneur (décret du 10 février 1954)